# Bob Mould
Pour les articles homonymes, voir Mould.
Bob Mould (né le 16 octobre 1960 à Malone (État de New York) est un musicien américain, principalement connu pour ses travaux en tant que guitariste, chanteur et compositeur de l'influent groupe de punk hardcore Hüsker Dü dans les années 1980 et de Sugar entre 1992 et 1995.

## Discographie

### Albums studio
- 1989 - Workbook
- 1990 - Black Sheets of Rain
- 1996 - Bob Mould
- 1998 - The Last Dog and Pony Show
- 2002 - Modulate
- 2005 - Body of Song
- 2008 - District Line
- 2009 - Life and Times
- 2012 - Silver Age
- 2014 - Beauty & Ruin
- 2016 - Patch the Sky
- 2019 - Sunshine Rock
- 2020 - Blue Hearts
- 2025 - Here We Go Crazy

### Compilations
- 1994 - "Poison Years" (inclus titres des 2 premiers albums studio & 5 titres Live dont 3 inédits enregistrés au Cabaret Metro à Chicago, le 14.05.1994)
- 2012 - "Bob Mould + The Last Dog And Pony Show + LiveDog98" (inclus les 3éme et 4ème albums studio, faces B, interview de 24 min, et un album Live enregistré au Forum de Londres, le 29.10.1998)
- 2020 - "Distortion: 1989 - 1995" (Coffret rééditions 7 albums vinyles de Bob Mould et Sugar)
- 2020 - "Distortion: 1989 - 2019" (Coffret 24CD : Rééditions albums de Bob Mould, Sugar, LoudBomb, Blowoff, live, raretés, faces B, et collaborations + livret de 72 pages)

## Source
- (en) Cet article est partiellement ou en totalité issu de l’article de Wikipédia en anglais intitulé « Bob Mould » (voir la liste des auteurs).